# Iridopterygidae
Los iridopterígidos (Iridopterygidae) son una familia de mantis  (insectos del orden Mantodea) que cuenta con cinco subfamilias.

## Descripción
La familia incluye, entre otros, el australiano Bolbe pygmea, que es el más pequeño conocido. Son notables, especialmente por la cabeza que es muy corta. Las antenas son delgadas y más bien largas. Las patas son delgadas, incluso la modificación de las patas delanteras que son solo ligeramente gruesas. El pronoto es mucho más largo que ancho. Las alas están generalmente bien desarrolladas y son membranosas.

## Géneros
- Subfamilia: Hapalomantinae
  - Géneros: Bolbe - Bolbena - Bolbula - Hapalogymnes - Hapalomantis - Papubolbe - Tarachina
- Subfamilia: Iridopteryginae
  - Géneros: Hapalopeza - Hapalopezella - Iridopteryx - Micromantis - Muscimantis - Nemotha - Pezomantis
- Subfamilia: Nanomantinae
  - Tribu: Fulcinini
    - Géneros: Calofulcinia - Fulcinia - Fulciniella - Fulciniola - Hedigerella - Nannofulcinia - Pilomantis - Tylomantis

  - Tribu: Nanomantini
    - Géneros: Ima - Machairima - Nanomantis - Parananomantis - Sceptuchus - Sinomantis
- Subfamilia: Nilomantinae
  - Géneros: Epsomantis - Ilomantis - Mimomantis - Nilomantis - Papugalepsus
- Subfamilia: Tropidomantinae
  - Géneros: Chloromantis - Enicophlebia - Hyalomantis - Ichromantis - Kongobatha - Melomantis - Miromantis - Negromantis - Neomantis - Oxymantis - Platycalymma - Tropidomantis - Xanthomantis